# 方继信
方继信（1913年—1976年5月2日），男，字力行，陕西镇巴响洞子中街人。
1934年毕业于四川省万源县立小学。1935年在汉中师范学校读书，未及一年转入汉中五年高中部，毕业后，只身跑到江西。先到南昌私立创声学校学习，后转入江西省教育厅创办的特种训练班受训毕业。1938年在南昌第一中山小学任教二年。1939年下半年，方的父亲去江西把方劝回。1940年方到县城马王庙小学任教，后任校长一年。1941年任国民党镇巴县粮食科长，一年后任财政科长，1944年任镇巴县三青团干事。1945年至1948年3月，任镇巴县参议会副参议长，国民党镇巴县党部执行委员。1947年8月，他与参议长庞文彦、参议员王槐堂3人参加竞选国大代表和省参议员。选举结果：庞文彦得票最多当选，方继信得票最少落选，王槐堂顺利当选为省参议员。方继信极为不满，挑剔说：“庞辞去中学校长的时间晚，不符合《选举法》，并告状说庞吸食鸦片，几经周折，上诉无果。方便私下活动离开镇巴到达南京，于1948年3月参加了国民党召开的“行宪国民大会”，任行政院“匪后工作委员会”委员，粤桂边区“反共军”政工处长，旋以此身份赴台。据镇巴县委对台办的资料称方继信1976年5月病逝。死年65岁。
方继信能就读于江西章江法律专科学校，毕业后担任江西学泽中山民校校长、陕南盐生钢铁厂董事长、镇巴县中学校长、镇巴县参议会副议长等职。1948年，当选第一届国民大会代表。其后，又历任行政院匪后工作委员会委员、粤桂边区反共军总司令部政工处处长，后赴台。